# Джая Індраварман IV
Джая Індраварман IV (*जय इन्द्रवर्मन् ८; д/н — 1192) — раджа-ді-раджа Чампи в 1167–1190 роках. Був узурпатором.

## Життєпис
Походив зі знатного роду з Грамапури. Про його родинну й ранню діяльність обмаль відомостей. Ймовірно 1167 року за наказом раджа-ді-раджи Джая Харівармана II, що перед тим зійшов на трон, виступив проти держави Дайв'єт з наміром повернути втрачені північні провінції Чампи. Втім зазнав поразки. Можливо перед страхом покарання або за інших обставин вирішив повстати й повалив Джая Харівармана II, оголосивши себе раджа-ді-раджою.
Головним суперником обрав для себе Кхмерську імперію. Тому уклав мирний договір з дайв'єтським імператором Лі Ань Тонгом, відправивши тому нмоінальну данину. 1167 року також вів перемовини з південносунським урядом щодо закупки коней, втім марно.
1170 року вперше атакував Кхмерську імперію, але зазнав невдачі. До 1177 року створив потужний флот на річці Меконг, після чого виступив проти кхмерського володаря Трібгуванадітьяварманом, що мав внутрішні складнощі. Завдав тому рішучої поразки й захопив ворожу столицю Ангкор, вивізши звідти значні скарби. Також вдалося захопити значну частину Кхмерської імперії. Втім вже 1178 року флот Чампи зазнав поразки від нового кхмерського чакравартина Джаявармана VII на озері Тонлесап або на річці Сіємреап. Наслідком стала втрата Ангкору.
1182 року придушив повстання Шрі Відьянанди, намісника Пандурангу. який втік до кхмерів. 1190 року кхмерська армія атакувала Чампу. У вирішальній битві Джая Індраварман IV зазнав поразки й потрапив у полон, а Шрі Відьянанда став новим раджа-ді-раджою Пандурангу, оскільки Джайяварман VII розділив Чампу на дві залежних держави. У північній частині зі столицею у Віджаї поставив родича Іна (Іня) раджа-ді-раджа, який прийняв тронне ім'я Сурьяджаявармадева.
1191 року чакравартин Джаяварман VII, невдоволений повстанням тямпів проти Сурьяджаявармадеви в Віджаї, де трон посів родич поваленої Джая Індраварманом IV династії — Джая Індраварман V. В сучасній провінції Куангнам Джая Індраварман IV зібрав війська, з'єднався зі Шрі Відьянандою, разом з яким переміг та повалив Джая Індравармана V. Але невдовзі одноосібну владу захопив Шрі Відьянанда, змусивши союзника тікати до Амараваті.
1192 року Джая Індраварман IV з новим військом рушив на віджаю, але в битві зазнав поразки, потрапив у полон й був страчений.